# Kosteletzkya reflexiflora
Kosteletzkya reflexiflora är en malvaväxtart som beskrevs av Bénédict Pierre Georges Hochreutiner. Kosteletzkya reflexiflora ingår i släktet Kosteletzkya och familjen malvaväxter. Utöver nominatformen finns också underarten K. r. meridionalis.